# Röhrlmoosalm
Die Röhrlmoosalm ist eine Alm in den Bayerischen Voralpen. Sie liegt im Gemeindegebiet von Lenggries und beinhaltet denkmalgeschützte Gebäude.
Das Almgebiet befindet sich in einem nach Süden geöffneten Almkessel unterhalb des Schönbergs. Diesen durchfließt auch der Schliffbach der in die Weißach entwässert.
Sie kann einfach über einen Forstweg von Fleck aus erreicht werden.